# Ryszard Skubisz
Ryszard Tadeusz Skubisz (ur. 11 stycznia 1950 w Białej Podlaskiej) – polski prawnik, profesor nauk prawnych. Jest rzecznikiem patentowym i radcą prawnym.

## Życiorys
W 1972 roku ukończył studia prawnicze na Wydziale Prawa i Administracji Uniwersytetu Marii Curie-Skłodowskiej w Lublinie, w roku 1969/1970 pełnił funkcję wiceprezesa ds. naukowych SKNP UMCS. Uzyskał doktorat w 1978 roku na Uniwersytecie im. Adama Mickiewicza w Poznaniu, następnie habilitację w 1988 roku. W 1991 został profesorem nadzwyczajnym UMCS, a profesorem zwyczajnym w 1996.
W latach 1971–1993 był zatrudniony w Zakładzie Prawa Gospodarczego UMCS, od 1993 roku jest kierownikiem Katedry Prawa Unii Europejskiej UMCS i kierownikiem Katedry Prawa Europejskiego im. Jeana Monneta w ramach programu Komisji Europejskiej.
W 1985 został wykładowcą na Katolickim Uniwersytecie Lubelskim. Od 1993 roku jest członkiem Komitetu Redakcyjnego Państwa i Prawa. W latach 2001–2005 był Zastępcą Przewodniczącego Trybunału Stanu.
Odbył staże naukowe w Max-Planck-Institut für ausländisches und internationales Patent-, Urheber- und Wettbewerbsrecht w Monachium. Prowadził wykłady w Niemczech i we Francji.
Pod jego kierunkiem w 2006 stopień naukowy doktora uzyskał Mariusz Załucki.
Specjalizuje się w prawie własności intelektualnej, w szczególności w prawie znaków towarowych, prawie zwalczania nieuczciwej konkurencji oraz prawie reklamy, a także w prawie spółek oraz prawie antymonopolowym. Jest autorem ponad 150 prac naukowych.
Od 2002 roku prowadzi kancelarię prawno-patentową. Reprezentuje klientów przed Urzędem Patentowym RP, polskimi sądami powszechnymi i administracyjnymi, Urzędem ds. Harmonizacji Rynku Wewnętrznego, Biurem Światowej Organizacji Własności Intelektualnej i Europejskim Urzędem Patentowym.
Opowiedział się przeciwko ACTA, był też współautorem listu otwartego polskich profesorów prawa własności intelektualnej ws. „jednolitej ochrony patentowej i Jednolitego Sądu Patentowego”.
Został odznaczony Krzyżem Kawalerskim (2003) i Oficerskim (2022) Orderu Odrodzenia Polski.